# Polymera (Polymera) melanosterna
Polymera (Polymera) melanosterna is een tweevleugelige uit de familie steltmuggen (Limoniidae). De soort komt voor in het Neotropisch gebied.